# Lourouer-Saint-Laurent
Lourouer-Saint-Laurent är en kommun i departementet Indre i regionen Centre-Val de Loire i de centrala delarna av Frankrike. Kommunen ligger i kantonen La Châtre som tillhör arrondissementet La Châtre. År 2022 hade Lourouer-Saint-Laurent 250 invånare.

## Befolkningsutveckling
Antalet invånare i kommunen Lourouer-Saint-Laurent
Referens:INSEE